# Costa/Enel-Entscheidung
Die Costa/Enel-Entscheidung ist ein Urteil des Europäischen Gerichtshofs vom 15. Juli 1964, in dem er den absoluten Vorrang des Gemeinschaftsrechts gegenüber den nationalen Rechtsordnungen feststellte. Damit begründete die Entscheidung den so genannten Anwendungsvorrang des Unionsrechts.
Sie baut auf der Van-Gend-&-Loos-Entscheidung vom 5. Februar 1963 auf, in der der EuGH erstmals die Eigenständigkeit und den Vorrang des Rechts der Europäischen Gemeinschaften durch direkte Rechtsprechung deutlich gemacht hatte.

## Sachverhalt und Streitgegenstand
In den 1960ern sollten alle in Italien ansässigen Elektrizitätsunternehmen verstaatlicht werden. Flaminio Costa, Aktionär des Stromversorgers Enel hielt dieses Vorgehen für EWG-rechtswidrig. Um einen Rechtsstreit zu provozieren und so gegen die Verstaatlichung vorgehen zu können, stellte Costa die Bezahlung seiner eigenen Stromrechnung ein. Im anschließenden Rechtsstreit vor dem Mailänder Friedensgericht bat er beim EuGH nach Artikel 177 des EWG-Vertrags um eine Vorabentscheidung.
Costa argumentierte, die Verstaatlichung verletze die Artikel 37, 53, 93 und 102 des EWG-Vertrags. Der EuGH entschied, dass das Mailänder Friedensgericht bei seiner Entscheidung die Vereinbarkeit des Gesetzes zur Verstaatlichung mit Artikel 37 des EWG-Vertrags prüfen müsse.

## Die Entscheidung des EuGH
In dem Urteil begründete der Gerichtshof den unbedingten Vorrang des Gemeinschaftsrechts vor dem Recht der Mitgliedstaaten. Der EuGH führt dazu in seiner Entscheidung aus, dass der EWG-Vertrag eine eigene Rechtsordnung geschaffen habe, die in die Rechtsordnungen der Mitgliedstaaten aufgenommen worden und daher von den nationalen Gerichten auch anzuwenden sei. Die Mitgliedstaaten hätten somit ihre Souveränitätsrechte beschränkt und so einen Rechtskörper geschaffen, der für ihre Angehörigen und sie selbst verbindlich sei. Dies habe zur Folge, dass Wortlaut und Geist des Vertrages es den Staaten unmöglich mache, der von ihnen auf der Grundlage von Gegenseitigkeit angenommenen Rechtsordnung mit einseitigen Maßnahmen zu begegnen.
Dem Vertrag als autonome Rechtsquelle können aufgrund seiner Eigenständigkeit keine wie immer gearteten nationalen Rechtsvorschriften vorgehen, „wenn ihm nicht sein Charakter als Gemeinschaftsrecht aberkannt und wenn nicht die Rechtsgrundlage der Gemeinschaft selbst in Frage gestellt werden soll.“

## Folgerechtsprechung des EuGH
Das Costa/Enel-Urteil und der damit statuierte Vorrang des Unionsrechts hat eine herausragende Bedeutung für das Europarecht und ist bis heute wohl das Thema, das den verfassungsgerichtlichen Streit zwischen EuGH und den nationalen Verfassungsgerichten dominiert. In seiner Folgerechtsprechung arbeitete der EuGH einzelne Aspekte des unionsrechtlichen Vorrangs heraus. So bestätigte er in Internationale Handelsgesellschaft den Vorrang jeglichen Unionsrechts vor jeglichem nationalen Recht, also auch den Vorrang von Sekundärrecht vor Verfassungsrecht. In Simmenthal II stellte der EuGH zudem fest, dass jedes nationale Gericht befugt sei, unionsrechtswidriges nationales Recht für unanwendbar zu erklären, es dezentralisiert also die Verwerfungskompetenz unionsrechtswidrigen Rechts.